# The Sonics
The Sonics er en amerikansk garagerockgruppe, der blev dannet i 1960. i Seattle af Gerry Roslie og Andy Parypa sammen med Larry Parypa, Rob Lind og Bob Bennett.
The Sonics var fra 1964 til 1966 den mest populære gruppe i Seattle/Tacoma-området med sange som "Psycho", "The Witch" og "Strychnine" (alle skrevet af Gerry Roslie) samt en senere legendarisk indspilning af "Louie Louie". Gruppen opnåede dog aldrig national succes og opløstes efter en del udskiftninger i 1969. I 1972 var gruppen dog gendannet til en enkelt koncert i Seattle.
I 1980 genopstod The Sonics med Gerry Roslie som eneste oprindelige medlem og med Los Angeles-gruppen The Invaders som backing. 
I 2007 genopstod bandet endnu engang, denne gang med 3 oprindelige medlemmer Gerry Roslie , Rob Lind and Larry Parypa. Bandet har siden spillet flere koncerter i USA og Europa.

## Diskografi

### LPs
- Here Are the Sonics (Etiquette Records, 1965)
- Merry Christmas (Etiquette, 1965)
- Boom (Etiquette, 1966)
- Introducing The Sonics (Jerden, 1967)
- Explosives (Buckshot, 1973)
- Live Fanz Only  (Etiquette, 1986)
- The Savage Young Sonics (Norton, 2001)
- The Sonics – Busy Body!!! Live in Tacoma 1964 (Norton 2007)

### 45s
- "The Witch"/"Keep A-Knockin'" (Etiquette, 1964)
- "The Witch"/"Psycho" (Etiquette, 1965)
- "Psycho"/"Keep A-Knockin'" (Etiquette, 1965)
- "Boss Hoss"/"The Hustler" (Etiquette, 1965)
- "Don't Be Afraid Of The Dark"/"Shot Down" (Etiquette, 1965)
- The Sonics' "Don't Believe In Christmas"/The Wailers' "Christmas Spirit" (Etiquette, 1965)
- "Cinderella"/"Louie Louie" (Etiquette, 1965)
- "You Got Your Head On Backwards"/"Love Light" (Jerden, 1966)
- "Like No Other Man"/"Love Light" (Jerden, 1966)
- "The Witch"/"Like No Other Man" (Jerden, 1966)
- "Psycho"/"Maintaining My Cool" (Jerden, 1966)
- "Love-itis"/"You're In Love" (Jerden, 1967)
- "Lost Love"/"Any Way The Wind Blows" (Piccadilly, 1967)
- "Any Way The Wind Blows"/"Lost Love" (UNI, 1967)
- "Dirty Old Man"/"Bama Lama Bama Loo" (Burdette, 1975)
- "The Witch"/"Bama Lama Bama Loo" (Great Northwest, 1979)
- "The Witch"/"Keep A-Knockin'" (Norton, 1998)
- "Psycho"/"Have Love Will Travel" (Norton, 1998)
- "Cinderella"/"He's Waitin'" (Norton, 1998)
- "Boss Hoss"/"The Hustler" (Norton, 1998)
- "Strychnine"/"Shot Down" (Norton, 1998)
- The Sonics' "Louie Louie"/The Wailers' "Louie Louie" (Norton, 1998)
- "Don't Believe In Christmas"/"Santa Claus" (Norton, 1998)